# Chaetodon semilarvatus
Chaetodon semilarvatus е вид бодлоперка от семейство Chaetodontidae. Видът не е застрашен от изчезване.

## Разпространение и местообитание
Разпространен е в Джибути, Египет, Еритрея, Йемен, Израел, Йордания, Саудитска Арабия, Сомалия и Судан.
Обитава крайбрежията на океани, морета, заливи и рифове. Среща се на дълбочина от 3 до 20 m.

## Описание
На дължина достигат до 23 cm.
Популацията на вида е стабилна.